# کسکن قجق
کسکن قجق ، روستایی است از توابع بخش مرکزی شهرستان گنبد کاووس در استان گلستان ایران.
اصل نام این روستا «کِسگین قوجوق» (Kesgin Gojuk) می‌باشد. کسگین در زبان ترکمنی به معنای بُرّنده است و قوجوق نام طایفه ای از طوایف ترکمنهای ایران است که به جسارت و شجاعت مشهورند.

## جمعیت
این روستا در دهستان آق‌آباد قرار داشته و براساس سرشماری سال ۱۳۸۵جمعیت آن ۹۹۱نفر (۱۸۲خانوار) بوده‌است.